# Интернет-планшет

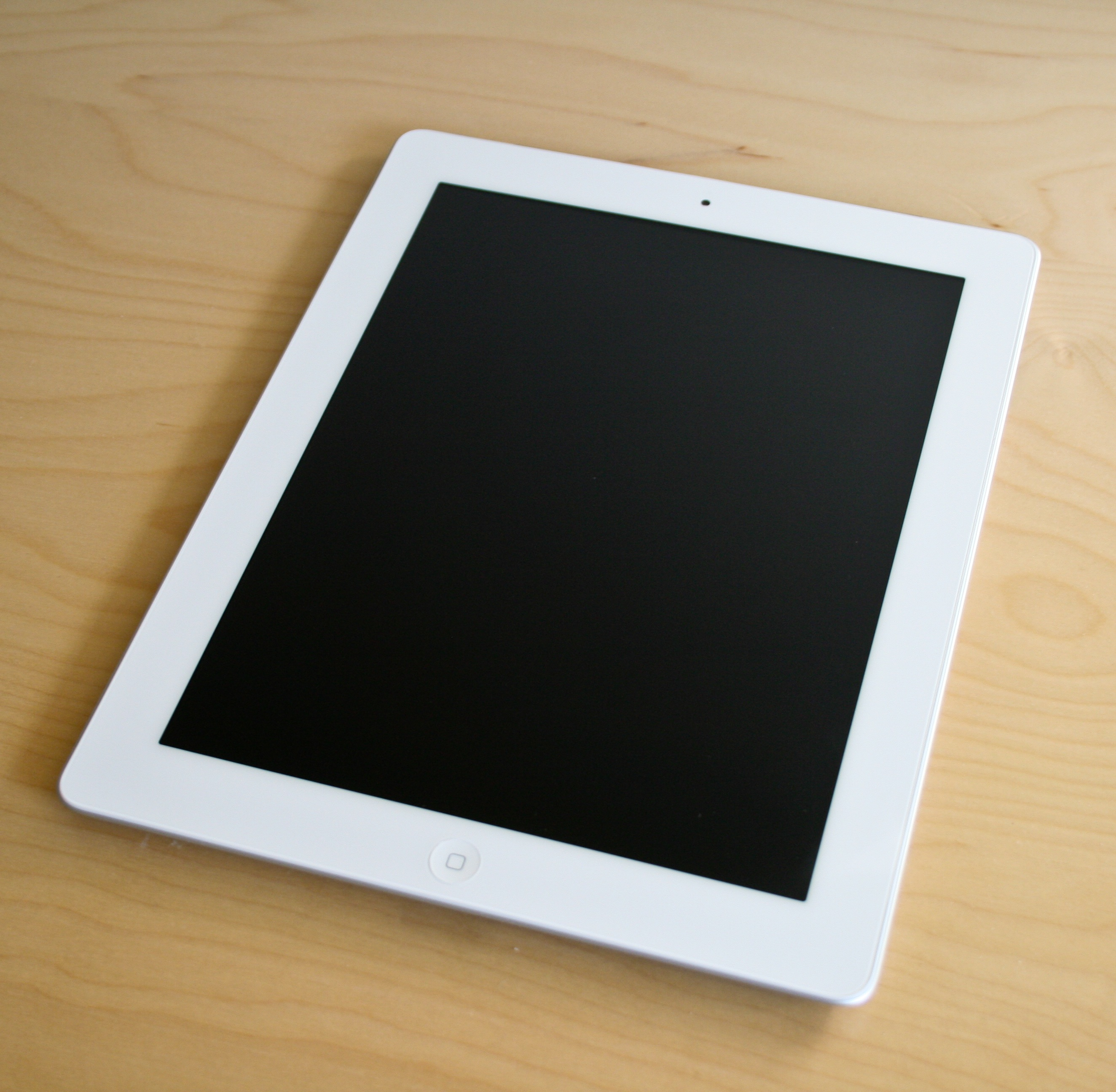
Apple iPad 2 — Один из исторических планшетов. Выпущен 2 марта 2011 года. Снят с производства 18 марта 2014 года.

Интернет-планшет (англ. Internet tablet или Web tablet — Веб-планшет, или Pad tablet — Pad-планшет (Блокнотный планшет), или Web-pad — Веб-блокнот, или Surfpad — Веб-сёрфинг-блокнот) — мобильный компьютер, относящийся к типу планшетных компьютеров с диагональю экрана от 7 до 12 дюймов, построенный на платформе того же класса, что и платформа для смартфонов.
Для управления интернет-планшетом используется сенсорный экран, взаимодействие с которым осуществляется при помощи пальцев, без использования физической клавиатуры и мыши. Многие современные интернет-планшеты позволяют использовать для управления программами мультитач-жесты.
Интернет-планшеты, как правило, имеют возможность быть постоянно подключёнными к сети интернет — через Wi-Fi или 3G/4G-соединение. Поэтому интернет-планшеты удобно использовать для веб-сёрфинга (просмотра веб-сайтов и веб-страниц), запуска веб-приложений, и взаимодействия с какими-либо веб-службами.
Необходимо учитывать, что Интернет-планшет в данный момент не является полной заменой ПК или ноутбука, так как его функциональность ограничена высокими требованиями к его мобильности (сочетанию низкого энергопотребления и габаритов).

## Отличительные особенности
Отдельные разновидности интернет-планшетов начали появляться ещё в начале 2000-х годов, но данная категория компьютеров получила широкое распространение только в 2010 году, после презентации и выпуска планшетника Apple iPad. Многие аналитики относят интернет-планшеты к устройствам эпохи пост-ПК, которые проще и понятнее привычных персональных компьютеров и со временем могут вытеснить ПК с ИТ-рынка.

На презентации интернет-планшета Apple iPad 2 Стив Джобс сказал: «… Технологии неотделимы от гуманитарных наук — и это утверждение как никогда справедливо для устройств посткомпьютерной эпохи. Конкуренты пытаются нащупать оптимальный баланс в новых моделях персональных компьютеров. Это не тот путь, который выбирает Apple — на самом деле, будущее за посткомпьютерными устройствами, которые проще и понятнее привычных PC».

Главная отличительная особенность данного семейства компьютеров — это аппаратная несовместимость с IBM PC-компьютерами и установленная на них разновидность мобильных операционных систем, обычно используемых в смартфонах, таких как:
1. Android (Google);
2. BlackBerry Tablet OS (BlackBerry);
3. Firefox OS (Mozilla Foundation);
4. iOS (Apple);
5. Open webOS (LG Electronics);
6. Sailfish OS (Jolla);
7. Tizen (Intel / Samsung);
8. Ubuntu Touch (Canonical / Ubuntu Foundation);
9. Windows RT (Microsoft).

Или ориентированные на облачные сервисы и веб-приложения ОС, такие как:
1. Chrome OS (Google);
2. Jolicloud.

Установленная мобильная ОС не даёт пользователю использовать всю широту программного обеспечения, доступного на настольном компьютере, и в этой ограниченной функциональности интернет-планшеты сходны с электронными книгами (читалками).
Но всё же интернет-планшеты имеют больше функций, чем электронные книги и используются для: 1) веб-сёрфинга (просмотра веб-сайтов и веб-страниц), 2) запуска веб-приложений, 3) взаимодействия с какими-либо веб-службами, 4) чтения электронных книг, 5) просмотра фотоальбомов, 6) воспроизведения мультимедиа-файлов (просмотра видео, прослушивания музыки), 7) компьютерных игр, 8) работы с электронной почтой, 9) общения посредством программ мгновенного обмена сообщениями, а также VoIP и SIP-сервисов (включая видеосвязь), 10) небольшой редакции электронных документов и мультимедиа-файлов.
Основные качества, отличающие интернет-планшет от стандартного планшетного ПК:
- низкая стоимость устройства,
- сенсорный экран, предназначенный для работы при помощи пальцев,
- лёгкий и удобный пользовательский интерфейс (больше похожий на интерфейс смартфона, чем на интерфейс ПК),
- развитые средства беспроводного интернет-соединения (Wi-Fi, 3G/4G),
- длительное время автономной работы (которым ранее могли похвастаться лишь сотовые телефоны).

## Распространённость

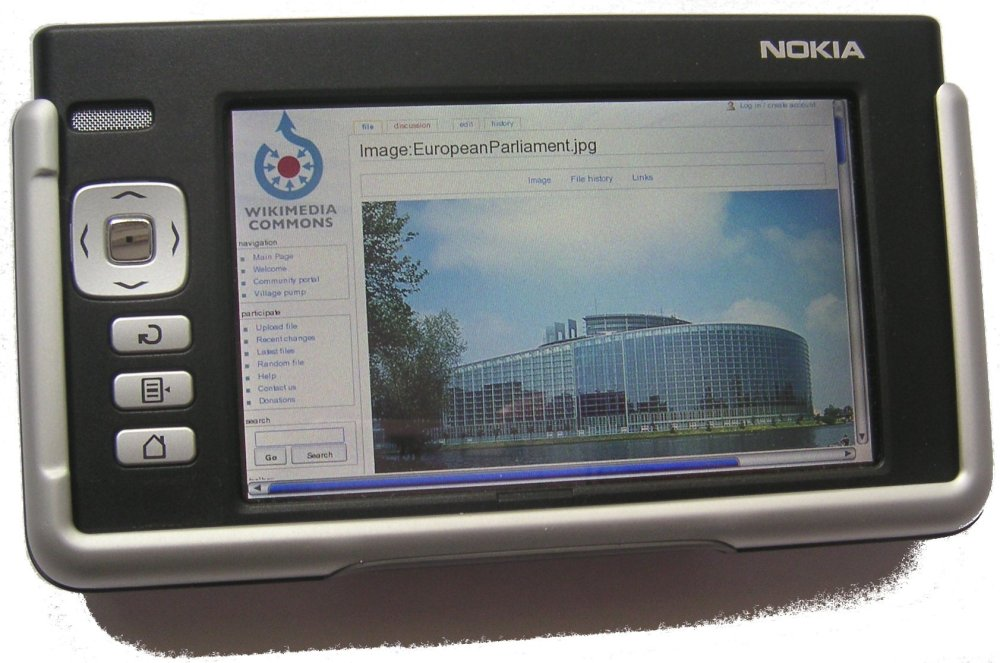
Nokia 770 Internet Tablet (2005) — один из первых достаточно распространённых интернет-планшетов.

Первыми достаточно распространёнными интернет-планшетами можно считать анонсированную 25 мая 2005 года компанией Nokia, на LinuxWorld Summit в Нью-Йорке, линейку Nokia Internet Tablet — которая начиналась с интернет-планшета Nokia 770 Internet Tablet, с размером экрана 4,1 дюйма, использовавшего мобильную ОС Maemo.
Но действительно массовым интернет-планшетом стал представленный 27 января 2010 года компанией Apple интернет-планшет iPad с размером экрана 9,7 дюйма, во многом являющийся эволюцией карманного компьютера/смартфона Apple iPhone и использующий мобильную ОС Apple iOS.
После коммерческого успеха интернет-планшета Apple iPad, в течение 2010 года крупнейшие компании ИТ-рынка начали анонсировать и выпускать свои варианты интернет-планшетов, такие как: ASUS Eee Pad, BlackBerry PlayBook, Dell Looking Glass Tablet, HP TouchPad, Motorola XOOM, Samsung Galaxy Tab, Sharp Galapagos, Sony S1, ViewSonic ViewPad, HTC Flyer и др.
В начале 2010 года, согласно данным компании NVIDIA, в разработке находилось уже более 50 моделей интернет-планшетов на основе нового процессора Nvidia Tegra 2.

Тим Баджарин (Tim Bajarin), главный аналитик Creative Strategies, заявил, что 2010 год безоговорочно станет годом планшетных компьютеров. По его словам, новый процессор Nvidia Tegra 2 предоставляет все те качества, что так важны для современных планшетов:
- незамедлительный просмотр web-страниц,
- трёхмерный пользовательский интерфейс,
- производительная графическая часть,
- видео высокой чёткости,
-  — и всё это вместе с таким временем автономной работы, которым ранее могли похвастаться лишь сотовые телефоны.

В 2010 году, интернет-планшеты больше подходили для домашнего использования (яркий пример: планшет для домохозяек AlessiTAB), но CEO корпорации Intel — Пол Отеллини считал, что для корпоративного использования интернет-планшеты будут готовы примерно через два года.

«Форм-фактор планшетов развивается очень быстро и подобные устройства уже есть у многих, но пока это лишь полезное дополнение для основных вычислительных решений — настольного ПК и ноутбука. У планшетов есть вполне конкретные лимиты на производительность, совместимость с принятым в корпоративном мире программным обеспечением, с системой ввода-вывода, наконец, даже с шифрованием данных», — сказал Пол Отеллини.

По оценкам исследовательской компании IHS iSuppli, в 2012 году глобальные продажи интернет-планшетов превысят 126,6 млн штук. Основным драйвером продаж будет выступать iPad, а также бюджетные устройства с небольшой диагональю экрана. В IHS iSuppli говорят, что в 2011 году было продано 82,1 млн планшетов.

## Аппаратная архитектура
Современные интернет-планшеты в большинстве своём строятся на дешёвых и энергоэффективных процессорах архитектуры ARM или MIPS-архитектуры и не совместимы с IBM PC-компьютерами. Однако существуют и варианты на базе SoC Intel Atom, имеющей стандартную архитектуру x86-64.
Для данной категории устройств используются процессоры, специально проектировавшиеся для смартфонов и мобильных интернет-устройств (MID), которые также применяются в некоторых смартфонах.
Процессоры для интернет-планшетов выпускают следующие компании: Qualcomm, Broadcom, NXP, Marvell Technology Group, Ingenic Semiconductor, Nvidia, Rockchip, Samsung, ST-Ericsson, TI, VIA, Intel и другие.

## Программная часть
В интернет-планшетах используются разновидности мобильных операционных систем, обычно используемых в смартфонах.
Компания Apple использует в своем интернет-планшете iPad операционную систему Apple iOS, интерфейс которой специально разработан для удобного управления сенсорным экраном с помощью мультитач-жестов.
Существуют много примеров использования мобильной операционной системы Google Android (основанной на версии ОС Linux).
Есть разработки ОС для интернет-планшетов на базе других мобильных версий ОС Linux — например в интернет-планшете WeTab используется мобильная ОС MeeGo.
Также существуют примеры использования ОС семейства BSD, QNX, или даже Microsoft Windows CE for MID, интерфейс которых специально переработан для удобной работы с сенсорным экраном, в частности, с мультитач-управлением.
Компания Google разработала специальный вариант своей операционной системы Google Chrome OS, адаптированный для интернет-планшетов.
Некоторые производители планшетов адаптируют сразу несколько ОС для производимых планшетов. Один из примеров — планшет DAVINCI KITE FULL-HD, адаптированный под Ubuntu Touch.

## История
Здесь приведены наиболее яркие концепции и модели интернет-планшетов, повлиявшие на развитие данного типа компьютерной техники:
- 1968 — научно-фантастический фильм Стэнли Кубрика: Космическая одиссея 2001 года. Первая визуализация планшетных компьютеров.
- 1987 —— концепция электронного секретаря «Навигатор знаний» в виде планшетного компьютера, представленная компанией Apple.
- 1996 — компания DEC представила воплощенный в «железе» DEC Lectrice — компьютер с перьевым вводом (прообраз современных e-books).[21]
- 2000 — компания 3Com выпустила планшетное устройство для веб-сёрфинга — 3Com Audrey[англ.][22].
- 2005 год — 25 мая компания Nokia анонсировала на LinuxWorld Summit в Нью-Йорке свой первый интернет-планшет — Nokia 770 Internet Tablet[5].
- 2007 год — 9 января на конференции MacWorld Expo компания Apple, в лице своего CEO Стивена Джобса, провела презентацию карманного компьютера/смартфона iPhone, на котором впервые была использована мобильная ОС Apple iOS.
- 2010 год — 27 января был представлен интернет-планшет Apple iPad с размером экрана 9,7 дюйма, во многом являющийся эволюцией карманного компьютера/смартфона iPhone и использующий такую же мобильную ОС Apple iOS[6].
- 2011 год — 6 января анонсирован планшет Motorola XOOM, работающий под новой операционной системой Google Android 3.0 Honeycomb, разработанной специально для планшетов[уточнить]. В нём использована платформа Nvidia Tegra 2 и сверхпрочное стекло Gorilla glass.

1 сентября был анонсирован планшет Sony Tablet S, работающий под операционной системой Google Android 3.2 Honeycomb, разработанной специально для планшетов[уточнить]. Фирма Sony сделала планшет непохожим ни на один другой по форме. В нём использована платформа Nvidia Tegra 2, также Sony сделала планшет PlayStation-сертифицированным.

## Примеры устройств
- Apple iPad с Apple iOS
- Acer Iconia Tab A500 с ОС Android
- Archos 5 Internet Tablet[23] 7 Home tablet с ОС Android
- ASUS Eee Pad[7]
- BlackBerry PlayBook[8] с ОС BlackBerry Tablet OS
- DAVINCI KITE FULL-HD[24] с ОС Ubuntu Touch
- Dell Looking Glass Tablet[9] с ОС Android
- HP TouchPad[10] с ОС HP webOS
- Lenovo IdeaPad K1 с ОС Android 3.2.1
- Microsoft Surface RT с ОС Windows RT
- Motorola XOOM[11] с ОС Android 3.0
- Nokia Internet Tablet N900 с ОС Maemo
- RoverComputers Roverpad с ОС Android
- Samsung Galaxy Tab[12] с ОС Android
- ViewSonic ViewPad[15] с ОС Android
- QUMO Go![25] с ОС Android